# Kulturåret 1847

## Händelser
- 18 januari – Emelie Flygare Carléns pjäs Brottslingarne har urpremiär på Mindre teatern i Stockholm.[1]
- 24 maj – August Blanches pjäs Hittebarnet har urpremiär på Djurgårdsteatern i Stockholm.[2]
- 13 december – Jeanette Stjernströms pjäs Mor och döttrar eller Namnförvexlingen har urpremiär på Mindre teatern i Stockholm.[3]

## Priser och utmärkelser
- Kungliga priset – Nils Arfwidsson

## Nya verk
- 1846 och 1946 av August Blanche
- Agnes Grey av Anne Brontë
- Barnen i nya skogen av Frederick Marryat.
- De begge aristokraterna av Wilhelmina Stålberg
- Flickan i Stadsträdgården av August Blanche
- Herr Dardanell och hans upptåg på landet av August Blanche
- Jane Eyre av Charlotte Brontë
- Stockholm, Westerås och Upsala av August Blanche
- Svindlande höjder av Emily Brontë
- Tegnérs minne av August Blanche
- Vålnaden av August Blanche

## Födda
- 22 mars – Sophie Södergren (död 1923), svensk konstnär.
- 10 april – Joseph Pulitzer (död 1911), amerikansk journalist och publicist.
- 17 april – J.P. Jacobsen (död 1885), dansk författare.
- 20 april – Emil Kleen (död 1923), svensk läkare och skriftställare.
- 30 april – Johan Jacob Ahrenberg (död 1914), finländsk arkitekt, konstnär och författare.
- 13 maj – Anna Nordgren (död 1916), svensk målare.
- 20 juli – Max Liebermann (död 1935), tysk konstnär.
- 20 augusti – Bolesław Prus (död 1912), polsk författare.
- 20 augusti –  Axel Borg (död 1916), svensk landskaps- och älgmålare.
- 23 september - Carl Saltzmann (död 1923), tysk landskaps- och marinmålare.
- 30 september – Wilhelmina Drucker (död 1925), nederländsk journalist och författare.
- 15 oktober – Sophie Cysch (död 1917), svensk skådespelare.
- 20 oktober – Fritz Thaulow (död 1906), norsk målare.
- 21 oktober – Giuseppe Giacosa (död 1906), italiensk författare, främst dramatiker och librettist.
- 8 november – Bram Stoker (död 1912), engelsk teaterchef och författare.
- 1 december – Agathe Backer Grøndahl (död 1907), norsk pianist och kompositör.
- 17 december – Aage Ibsen (död 1915), dansk författare.
- 18 december – Augusta Holmès (död 1903), fransk kompositör.
- 29 december – Carl Grabow (död 1922), svensk dekorationsmålare.

## Avlidna
- 9 januari – Byss-Calle (född 1783), svensk nyckelharpsspelman.
- 23 april – Erik Gustaf Geijer (född 1783), svensk författare, poet, filosof, historiker och tonsättare.
- 14 maj – Fanny Mendelssohn (född 1805), tysk kompositör och pianist.
- 12 juni – Pierre-Simon Ballanche (född 1776), fransk diktare och filosof.
- 14 augusti – Frans Michael Franzén (född 1772), svensk skald och biskop.
- 4 november – Felix Mendelssohn (född 1809), tysk kompositör och dirigent.
- 16 december - Aleksej Venetsianov (född 1780), rysk målare.
- 25 december – Carl Gustaf von Brinkman (född 1764), svensk poet, författare, politiker och diplomat.